# Chiesa di San Germano (Rivanazzano Terme)
La chiesa di San Germano è la parrocchiale di Rivanazzano Terme, in provincia di Pavia e diocesi di Tortona; fa parte del vicariato di Voghera.

## Storia
Sembra che la pieve di Rivanazzano Terme sia sorta tra i secoli VIII e IX, ma la prima citazione che ne attesta la presenza risale al 1204. Dalla relazione della visita del 1575 s'apprende che la pieve necessitava di un restauro e che l'arciprete aveva ricevuto degli ordini in merito. È probabile, però, che l'ordine di far ristrutturare la chiesa fu disatteso, dato che nella seconda metà del Seicento era così mal ridotta che si dovette sostituirla con l'attuale parrocchiale, iniziata verso il 1666 e portata a termine intorno alla fine del secolo. Grazie ad alcuni documenti del Settecento si sa che la pieve foraniale di Rivanazzano comprendeva, oltre alla parrocchia madre di San Germano a Riva, anche quella di Nazzano. Nel 1820, invece, la parrocchia di Rivanazzano faceva parte del vicariato di Viguzzolo; all'interno della chiesa risultavano costituite le confraternite del Santissimo Sacramento, del Rosario e della Dottrina Cristiana e i fedeli ammontavano a 1500. In quello stesso anno venne demolito l'antico campanile in quanto pericolante e, nel 1825, fu inaugurato quello nuovo. Qualche anno dopo la chiesa fu aggregata al vicariato di Codevilla, per poi passare entro il 1898 a quello di Retorbido. Infine, nel XX secolo entrò a far parte del vicariato di Voghera, al quale è tuttora aggregata.